# Llista de monuments de l'Alguer
Llista de monuments de l'Alguer catalogats com a Béns Culturals per la Regió Autònoma de Sardenya.
| Monument                                                            | Localització                                                             | Coordenades                                             | Codi? | Imatge |
| ------------------------------------------------------------------- | ------------------------------------------------------------------------ | ------------------------------------------------------- | ----- | --- |
| Casa de Ferrera                                                     | Plaça del Pou Vell (Piazza Civica)                                       | 40° 33′ 34″ N, 8° 18′ 51″ E / 40.559337°N,8.314193°E    | 18209 | Casa de Ferrera · Vegeu més fotos d'aquest monument · Carregueu una nova foto d'aquest monument                                                    |
| Casa Doria, o Palau Machin, avui seu episcopal                      | Carrer Príncep Umberto                                                   | 40° 33′ 29″ N, 8° 18′ 46″ E / 40.558056°N,8.312778°E    | 18219 | Casa Doria, o Palau Machin, avui seu episcopal · Vegeu més fotos d'aquest monument · Carregueu una nova foto d'aquest monument                     |
| Catedral de Santa Maria                                             | Carrer Josep Manno                                                       | 40° 33′ 33″ N, 8° 18′ 46″ E / 40.559167°N,8.312778°E    | 18341 | Catedral de Santa Maria · Vegeu més fotos d'aquest monument · Carregueu una nova foto d'aquest monument                                            |
| Iglésia del Carme                                                   | Carrer Cavour                                                            | 40° 33′ 24″ N, 8° 18′ 46″ E / 40.556667°N,8.312778°E    | 24793 | Iglésia del Carme · Vegeu més fotos d'aquest monument · Carregueu una nova foto d'aquest monument                                                  |
| Antiga Iglésia de la Mare de Déu del Roser Actualment Museu diocesà | Carrer Josep Manno                                                       | 40° 33′ 32″ N, 8° 18′ 47″ E / 40.558889°N,8.313056°E    | 24795 | Antiga Iglésia de la Mare de Déu del RoserActualment Museu diocesà · Vegeu més fotos d'aquest monument · Carregueu una nova foto d'aquest monument |
| Iglésia de la Misericòrdia                                          | Carrer de la Misericòrdia                                                | 40° 33′ 24″ N, 8° 18′ 48″ E / 40.556667°N,8.313333°E    | 24796 | Iglésia de la Misericòrdia · Vegeu més fotos d'aquest monument · Carregueu una nova foto d'aquest monument                                         |
| Iglésia de Sant Francesc                                            | Carrer de la Marina, 38-48 (Via Carlo Alberto)                           | 40° 33′ 30″ N, 8° 18′ 50″ E / 40.55827°N,8.313754°E     | 18261 | Iglésia de Sant Francesc · Vegeu més fotos d'aquest monument · Carregueu una nova foto d'aquest monument                                           |
| Iglésia de Sant Miquel                                              | Plaça Sant Miquel (Piazza Ginnasio)                                      | 40° 33′ 26″ N, 8° 18′ 52″ E / 40.55724°N,8.314335°E     | 18293 | Iglésia de Sant Miquel · Vegeu més fotos d'aquest monument · Carregueu una nova foto d'aquest monument                                             |
| Vilatge de Palmavera                                                | Carretera 127 bis de l'Alguer a Port del Comte - Cap de la Caça          | 40° 35′ 43″ N, 8° 14′ 33″ E / 40.59532°N,8.24256°E      | 20702 | Vilatge de Palmavera · Vegeu més fotos d'aquest monument · Carregueu una nova foto d'aquest monument                                               |
| Vilatge de Santa Imbénia                                            | Carretera 127 bis per Port Comte i el Cap de la Caça a 14 km de l'Alguer | 40° 37′ 22″ N, 8° 11′ 47″ E / 40.622778°N,8.196389°E    | 20709 | Vilatge de Santa Imbénia · Vegeu més fotos d'aquest monument · Carregueu una nova foto d'aquest monument                                           |
| Murs i bastions                                                     | Centre històric                                                          | 40° 33′ 36″ N, 8° 18′ 40″ E / 40.56°N,8.311111°E        | 17742 | Murs i bastions · Vegeu més fotos d'aquest monument · Carregueu una nova foto d'aquest monument                                                    |
| Necròpoli d'Anghelu Ruju                                            | Zona Els Plans-Sella&Mosca                                               | 40° 37′ 57″ N, 8° 19′ 36″ E / 40.6325°N,8.326667°E      | 20740 | Necròpoli d'Anghelu Ruju · Vegeu més fotos d'aquest monument · Carregueu una nova foto d'aquest monument                                           |
| Necròpoli de Santu Pedru                                            | Carretera 127 bis de l'Alguer a Uri (a 15 minuts del centre de l'Alguer) | 40° 37′ 24″ N, 8° 24′ 11″ E / 40.623333°N,8.403056°E    | 21684 | Necròpoli de Santu Pedru · Vegeu més fotos d'aquest monument · Carregueu una nova foto d'aquest monument                                           |
| Palau Cívic                                                         | Plaça Municipi                                                           | 40° 33′ 32″ N, 8° 18′ 50″ E / 40.558889°N,8.313889°E    | 18258 | Palau Cívic · Carregueu una nova foto d'aquest monument                                                                                            |
| Palau Lavagna                                                       | Plaça del Pou Vell (Piazza Civica)                                       | 40° 33′ 34″ N, 8° 18′ 50″ E / 40.559542°N,8.313889°E    | 18265 | Palau Lavagna · Vegeu més fotos d'aquest monument · Carregueu una nova foto d'aquest monument                                                      |
| Palau Peretti                                                       | Carrer Roma                                                              | 40° 33′ 30″ N, 8° 18′ 53″ E / 40.558333°N,8.314722°E    | 18448 | Palau Peretti · Vegeu més fotos d'aquest monument · Carregueu una nova foto d'aquest monument                                                      |
| Escola elemental del Sagrat Cor                                     | Via Cagliari                                                             | 40° 33′ 32″ N, 8° 18′ 59″ E / 40.55875°N,8.3163888889°E | 21556 | Carregueu una nova foto d'aquest monument |
| Teatre Cívic                                                        | Plaça del Bisbe - plaça del Teatre                                       | 40° 33′ 29″ N, 8° 18′ 46″ E / 40.558056°N,8.312778°E    | 21563 | Teatre Cívic · Vegeu més fotos d'aquest monument · Carregueu una nova foto d'aquest monument                                                       |
| Vil·la de Santa Imbénia                                             | Badia de Port Comte                                                      | 40° 37′ 00″ N, 8° 11′ 23″ E / 40.616667°N,8.189722°E    | 21302 | Vil·la de Santa Imbénia · Vegeu més fotos d'aquest monument · Carregueu una nova foto d'aquest monument                                            |
| Vil·la Sant'Elia, Vil·la del Compte de Sant Elia                    | Las Tronas                                                               | 40° 33′ 01″ N, 8° 19′ 06″ E / 40.550278°N,8.318333°E    | 19368 | Vil·la Sant'Elia, Vil·la del Compte de Sant Elia · Carregueu una nova foto d'aquest monument                                                       |